# Cemal Gürsel
Cemal Gürsel (1895-1966) foi um militar e político turco, presidente de seu país entre 1960 e 1966.

## Biografia
Nascido em Erzurum fez seus estudos primários em Ordu e a escola militar em Erzinjane e depois em Istambul. Serviu nas forças armadas do Império Otomano e depois da Turquia republicana durante 45 anos. Durante a Primeira Guerra Mundial ele participou na Campanha de Galípoli como tenente em 1915 Foi feito prisioneiro de guerra e, após sua libertação, juntou-se às forças de Mustafa Kemal Atatürk na guerra de independência turca entre 1921 e 1923.
Graduou-se na escola militar em 1929 e foi indicado como comandante das forças terrestres em 1958.
Após o golpe militar de 27 de março de 1960 que derrubou o presidente Celal Bayar Gürsel assumiu o poder como chefe de estado. Em 28 de maio do mesmo ano foi dada a ele também a chefia do governo e o ministério da defesa. Após a execução do ex-primeiro-ministro Adnan Menderes e de dois ex-ministros, Gürsel desempenhou um papel de transição do governo novamente para a democracia.
Em 10 de outubro de 1961 foi eleito presidente pela Grande Assembleia Nacional Turca. Devido a problemas de saúde, afastou-se do poder em março de 1966, vindo a falecer em 14 de setembro do mesmo ano.